# ジャガイモバズーカ

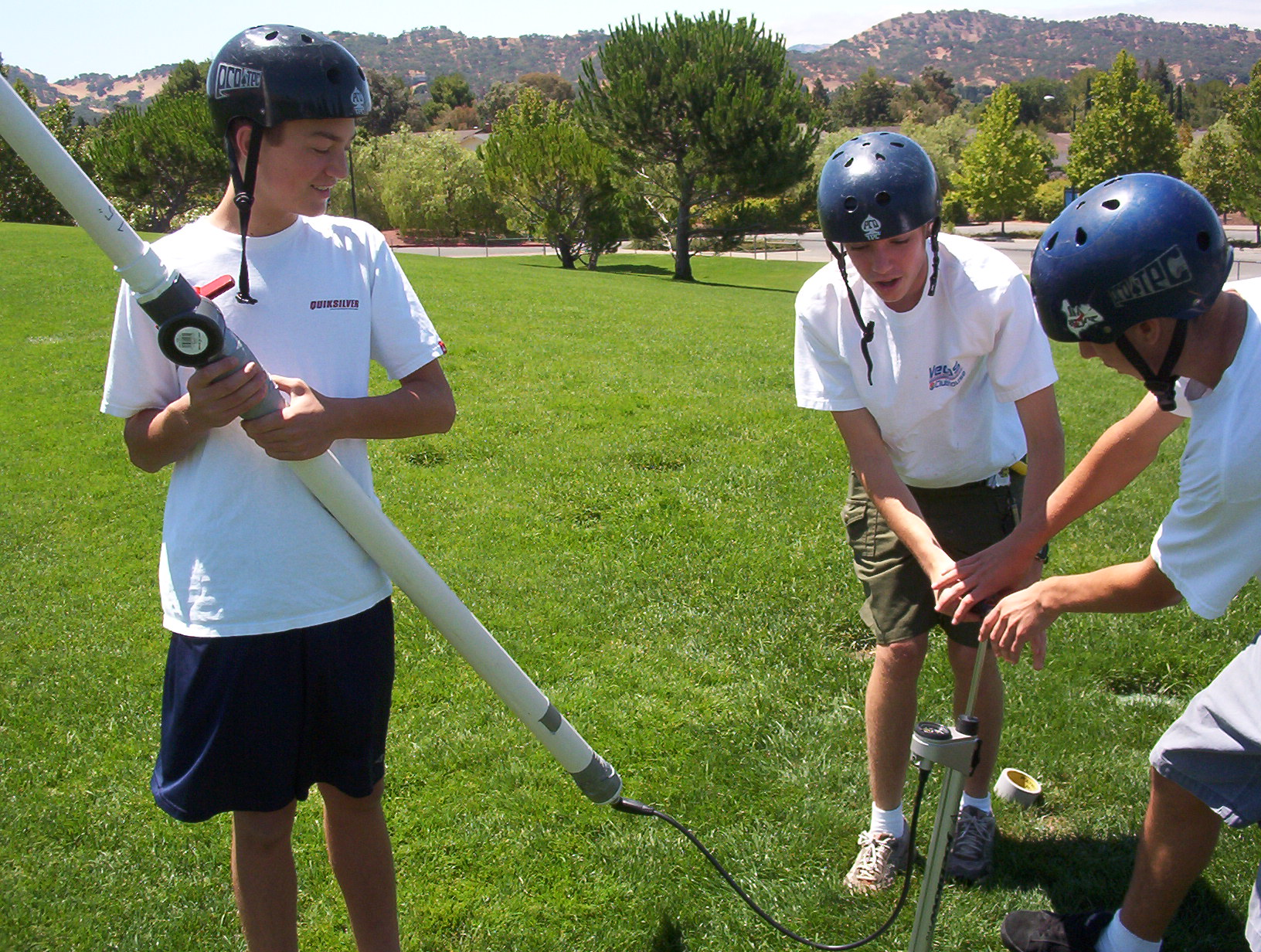
空気式ジャガイモバズーカ

ジャガイモバズーカは、低速で大きい発射体を撃ち出す、気圧を使用するパイプベースの大砲のこと。気体燃料を用いる場合もある。それらは趣味としてジャガイモを射出するための道具だが、実用的な用途のために他の物体を撃ち出すことも可能である。

## 動作方式

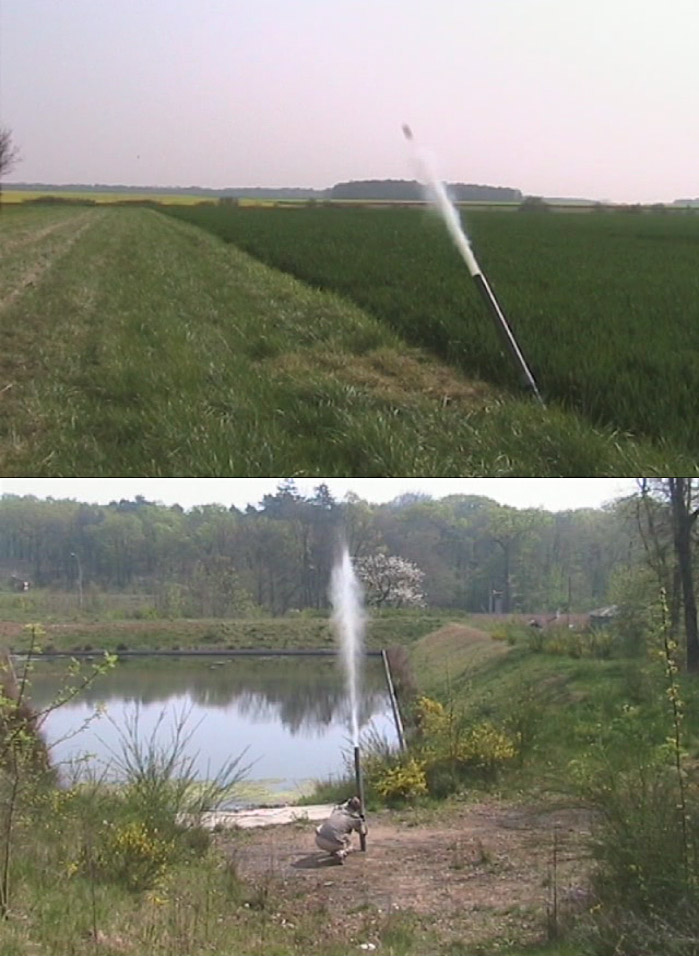
1.5kg のドライアイスを注入された、PVC製のジャガイモバズーカの例。プラスティック製の軸さや付き。

銃砲と同様、気密のガス（銃に用いられるよりはるかに低い圧力）を使用することで、発射体へ推進力を与える。
大別すると、以下の4つの方式に分かれる。
- ガスの燃料と空気の混合物の燃焼によるもの[2]
- 圧縮された空気を解放することによるもの
- ドライアイスが気化することを利用したもの
- ハイブリッド方式によるもの

## 用途
基本的にジャガイモバズーカは遊び目的に作成されて使用されるが、他の多くの分野ではより重大な用途で使われている。
宣伝
Tシャツや包装された食物などの景品、頒布物を観客に向けて撃ち出すのに使用される。
映画や劇
映画や劇において、本物の大砲の代替として使用される。
農業
雹から作物を守るために使用する人がいるが、効果は疑問視されている。
航空
空港付近で鳥を脅して追い払うために使用されている。
兵器
水素などの低分子ガスを使用することで兵器化できる。
投擲具
酪酸入りビンなどを投擲する目的で使用することができる。南極海におけるシーシェパードによる船舶進入・威力業務妨害・傷害等容疑事件裁判において「アディ・ギル号」元船長でニュージーランド籍である被告が投擲用途として使用したことを証言している。